# エルドラクラウン
『ELDORA CROWN（エルドラクラウン）』とは、2017年1月25日より稼動を開始した、エターナルナイツBRAVEの続編であり、ネットワーク通信対応のメダルゲームである。発売元はコナミアミューズメント（2016年10月まではコナミデジタルエンタテインメント）。
| タイトル                          | 稼働開始日     |
| --------------------------------- | -------------- |
| エルドラクラウン                  | 2017年1月25日  |
| エルドラクラウン 紅蓮の覇者       | 2019年9月25日  |
| エルドラクラウン 悠久のラビリンス | 2023年11月22日 |